# Michael Mukasey
Michael Mukasey   (Bronx, 28 de juliol de 1941) és un advocat estatunidenc que es va exercir com a jutge de la Cort de Districte dels Estats Units pel Districte del Sud-est de Nova York durant 18 anys consecutius, cinc dels quals com a jutge president. El 17 de setembre de 2007, el  President, George W. Bush va nominar a Mukasey per al càrrec de Fiscal General dels Estats Units, per ser el successor d'Alberto R. Gonzales. Mukasey ha estat guardonat amb diversos premis, sent el més notable el "Learned Hand Medal" del Federal Bar Council.

## Nominació com a Fiscal General
El 16 de setembre de 2007, diverses publicacions van reportar que Mukasey hauria acceptat la proposta de Bush per reemplaçar Alberto R. Gonzales com a Fiscal General. Va ser oficialment nominat pel president el 17 de setembre. 17. En la seva conferència de premsa amb el president, Mukasey va declarar, "La tasca d'ajudar a protegir la nostra seguretat, la qual el Departament de Justícia comparteix amb la resta del govern, no és l'única tasca davant nostre. El Departament de Justícia també ha de protegir la seguretat dels nens, el comerç que assegura la propietat, i els drets i llibertats que ens defineixen com una nació.